# 艾子雜説
《艾子雜説》，又稱《艾子》、《東坡居士艾子雜説》、《東坡先生艾子雜説》，是一部宋代小說，內容是以幽默和諷刺為主的寓言、笑話。相傳由北宋文學家蘇軾所撰。一共有三十九篇。書中的主要角色為艾子，背景設定是一名戰國時期的學者。

## 作者
《艾子》一書相傳為蘇軾所著，但在歷代都有學者提出懷疑，例如宋代陳振孫在著作《直齋書錄解題》中曾提到「相傳為東坡作，未必然也」的想法。亦有近代學者如孔凡禮支持《艾子》為蘇軾著作這一論述。